# Gonia alpina
Gonia alpina là một loài ruồi trong họ Tachinidae.